# Museu Guggenheim (Venècia)
El Museu Guggenheim de Venècia, també conegut com La col·lecció de Peggy Guggenheim, és un museu d'art que es troba al districte Dorsoduro de Venècia, i constitueix un dels museus més importants d'Itàlia d'art europeu i americà de la primera meitat del segle xx.
La Col·lecció Peggy Guggenheim està situada al Palazzo Venier dei Leoni, un palau abocat al Gran Canal del segle xviii dissenyat per l'arquitecte venecià Lorenzo Boschetti. Comprat per Peggy Guggenheim el juliol de 1949, el Palau va ser casa seua durant trenta anys. El 1951 el palau, els seus jardins, ara anomenats Nasher Sculpture Garden, i seua col·lecció d'art s'obriren al públic d'abril a l'octubre per a la seua visualització. La seua casa es va mantenir oberta fins a la seua mort en Camposampiero, prop de Pàdua, el 1979, quan la Solomon R. Guggenheim Foundation, dirigida per Peter Lawson-Johnston, va assumir la gestió del palau i la seua col·lecció. L'abril del 1980, la Col·lecció Peggy Guggenheim va tornar a obrir, des de 1985 s'ha obert durant tot l'any.
Presenta la col·lecció personal de Peggy Guggenheim (1898-1979, ex-exposa de l'artista Max Ernst i neta del magnat Solomon R. Guggenheim) d'art del segle xx, obres mestres de la col·lecció de Gianni Mattioli, el jardí d'escultura de Nasher, així com exposicions temporals. Les obres de la col·lecció inclouen alguns exemples destacats d'art modern americà i del futurisme italià. També compta amb obres cubistes, surrealistes i pertanyents a l'expressionisme abstracte. Inclou obres notables de Picasso, Salvador Dalí, René Magritte Brancusi (amb una escultura de la sèrie Ocell en l'Espai) William Congdon, Conrad Marca-Relli, Pollock, Vassili Kandinski. Completa i valuosa és la col·lecció relacionada amb l'informalisme abstracte italià, amb importants obres de Lucio Fontana, Afro Basaldella, Agostino Bonalumi, Toti Scialoja, Giuseppe Santomaso Tancredi Parmeggiani, Emilio Vedove i Carla Accardi. La seua obra més famosa és el bronze de 1948 L'angelo della città (L'àngel de la ciutat) de Marino Marini, situat davant de l'entrada del museu.
La col·lecció de Peggy Guggenheim és gestionada per la Fundació Solomon R. Guggenheim, que també gestiona el museu de Solomon R Guggenheim de Nova York, el museu de Bilbao, el Deutsche Guggenheim de Berlín i el Guggenheim-Hermitage de Las Vegas.
L'any 2008 va ser visitada per 346.862 persones.